# Kościół św. Michała w Monachium
Kościół św. Michała w Monachium (niem. Jesuitenkirche St. Michael) – kościół położony na monachijskim Starym Mieście przy Neuhauser Str. 6, w strefie ruchu pieszego, niemal w połowie drogi pomiędzy Placem Mariackim a Bramą Karola. Tuż obok, na wschód od kościoła, znajdowały się najstarsze obwarowania miejskie z czasów księcia Henryka Lwa. Obwarowania kończyły się w miejscu, gdzie prowadząca od bramy Karola dość szeroka Neuhauserstrasse lekko skręca i biegnie dalej w kierunku Placu Mariackiego już jako Kaufingerstrasse. Jeszcze do XIX w. stała na granicy tych ulic brama miejska, zwana Kaufingertor albo Schöne Turm (Piękna Wieża). Po wyburzeniu bramy poszerzono ulicę Neuhauserstrasse i utworzono niewielki, trójkątny plac, dzięki któremu kościół i przylegające doń skrzydło dawnego kolegium jezuickiego zyskały wyjątkowo reprezentacyjną oprawę, zwłaszcza że obie ulice, Neuhauserstrasse i Kaufingerstrasse zawsze stanowiły część głównego ciągu handlowego, zwanego w średniowieczu Via Salaria (Droga Solna).
Katolicki kościół św. Michała mający za patrona Archanioła Michała, pierwsze wybitne dzieło renesansu w Monachium i największy renesansowy kościół na północ od Alp, stanowi w rzeczywistości stylistyczne przejście od renesansu do baroku. Wiele pomysłów architektonicznych, związanych z jego budową zostało zaczerpniętych z jezuickiego kościoła-matki – Il Gesù w Rzymie. Sam kościół św. Michała stał się z kolei wzorcem architektonicznym dla wielu jezuickich budowli barokowych na obszarze niemieckojęzycznym. W przeszłości był również duchowym centrum kontrreformacji w Bawarii.

## Historia

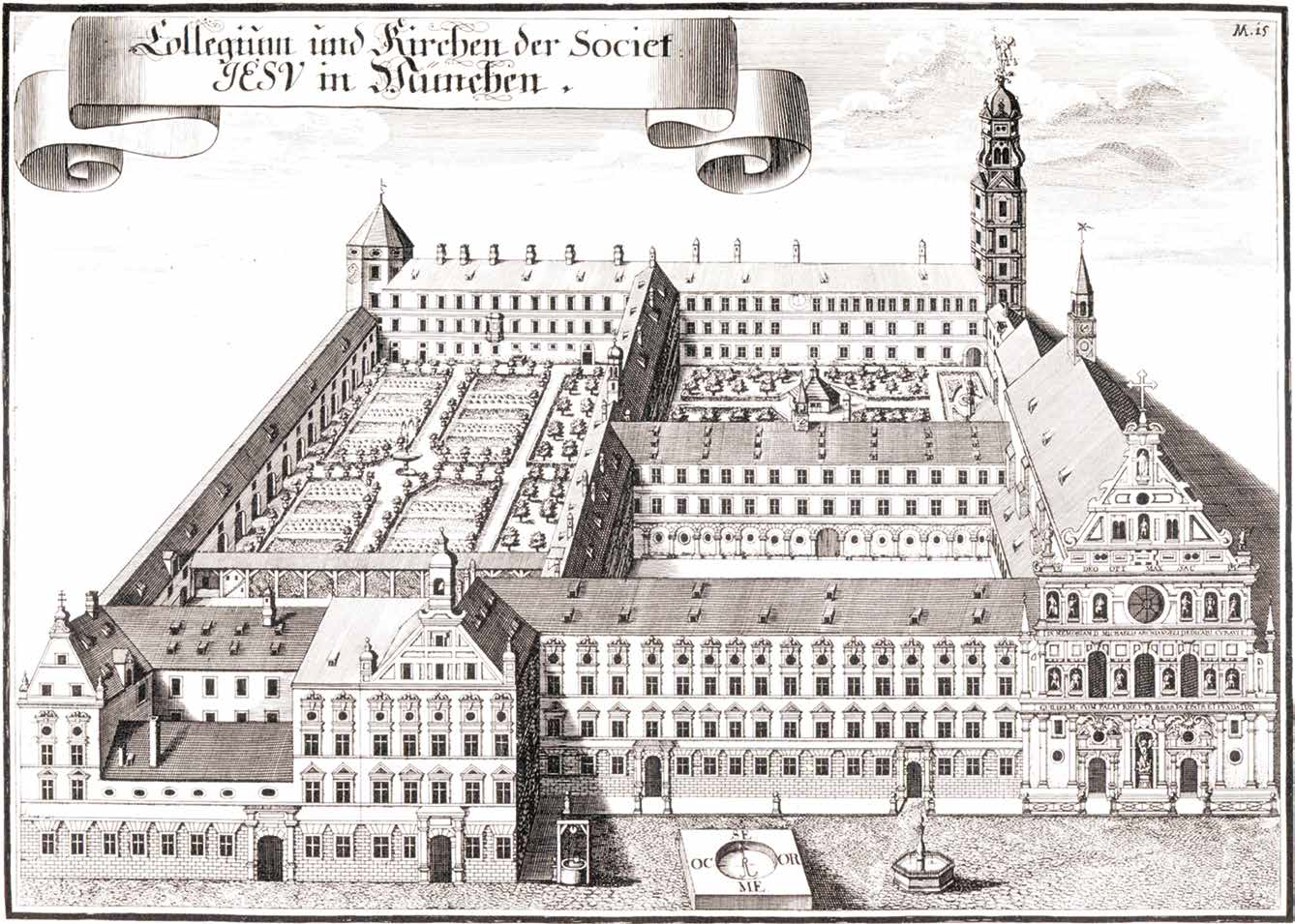
miedzioryt przedstawiający Wilhelminum (Michael Wening, Topographia Bavariae, ok. 1700

W 1556 książę Albrecht V Bawarski uzgodnił z jezuitami budowę szkoły wyższej w Monachium (obecne Państwowe Wilhelmsgymnasium, najstarsze humanistyczne gimnazjum w Bawarii). Aby zrealizować ten plan, potrzebne było wzniesienie nowej siedziby. W rzeczywistości plany te nigdy nie wyszły poza fazę projektów.
Syn księcia, Wilhelm V Pobożny podjął na nowo projekt wybudowania kolegium jezuickiego wraz z towarzyszącym mu kościołem. Wilhelm V wychowany został przez jezuitów na gorliwego katolika a przydomek "Pobożny" otrzymał ponieważ w owych czasach był uważany za najbardziej katolickiego władcę Bawarii. Jako zdecydowany zwolennik kontrreformacji chciał poprzez wzniesienie projektowanego kolegium zawczasu przyczynić się do jej postępów a zarazem dać świadectwo swym duchowych przekonaniom, sięgającym jeszcze czasów rzymskich, epoki cesarzy Konstantyna i Justyniana kiedy chrześcijaństwo zostało oficjalnie uznane najpierw za religię tolerowaną a następnie za panującą.
W 1583 książę położył kamień węgielny pod budowę kościoła - pierwszej, dużej świątyni wznoszonej przez jezuitów w północnej Europie. Kierownictwo robót budowlanych powierzono kamieniarzowi i muratorowi Wolfgangowi Millerowi, przy czym w dokumentach jako budowniczowie kościoła w początkowym etapie wymieniani są również augsburski murator Wendel Dietrich i pochodzący z Niderlandów Friedrich Sustris, który kształcił się we Włoszech, a od 1580 przebywał na dworze w Monachium. Projektant kościoła pozostaje nieznany. Monumentalne sklepienie kolebkowe, do dziś drugie pod względem wysokości wolno wznoszące się sklepienie kolebkowe na świecie zostało ukończone na przełomie 1587/1588. Pomimo ówczesnych pesymistycznych głosów co do jego wytrzymałości, sklepienie dotrwało aż do naszych czasów, do 1944, kiedy to runęło w wyniku bombardowań.
Mniej wytrzymała okazała się za to wieża, wzniesiona od strony wschodniej między nawą a prezbiterium, która runęła w 1590, niszcząc przy tym prezbiterium; sklepienie nawy głównej wytrzymało sile uderzenia. Książę Wilhelm V uznał to za znak nieba, iż powstający kościół jest zbyt mały. Budowę jednak początkowo wstrzymano. Podjęto ją na nowo dopiero w 1593, prawdopodobnie pod kierownictwem Friedricha Sustrisa i według jego planów. Książę znów sięgnął do szkatuły, mocno już nadwerężonej dotychczasowym finansowaniem jezuitów. W 1597 kościół był już ukończony a 6 lipca miała miejsce jego uroczysta konsekracja. Kościół otrzymał wezwanie św. Michała a konsekrację uświetniło ośmiogodzinne, specjalnie na tę okazję przygotowane misterium z udziałem 900 aktorów, pokazujące walkę patrona świątyni z szatanem. Wilhelm V przez swą gorliwość związaną z finansowaniem budowy doprowadził skarb państwa na skraj bankructwa. Ostatecznie kościół św. Michała, wzorowany na kościele-matce jezuitów, rzymskim Il Gesù wydatnie przerósł swój pierwowzór pod względem rozmiarów i sam stał się wzorem dla ponad 100 budowli kościelnych.
Jezuici prowadzili kościół i kolegium aż do kasaty zakonu w 1773. W tym samym roku kościół św. Michała zyskał status kościoła dworskiego, tj. podporządkowanego władzy świeckiej (króla, księcia, itp.). W wyniku sekularyzacji przeprowadzonej w Bawarii w latach 1802–1803 kościół i kolegium stały się własnością królewską. Do dziś Kościół św. Michała jest oficjalnie własnością Wolnego Państwa Bawarii.
Dopiero w 1921 r. jezuici powrócili do swojego kościoła. Podczas drugiej wojny światowej a zwłaszcza 22 listopada 1944 kościół św. Michała został ciężko zniszczony; runęło jego sklepienie. W latach 1946–1948 odbudowano kościół, w tym również zawalone sklepienie. W latach 1971–1972 przeprowadzono renowację fasady kościoła. W 1981 r. zrekonstruowano stiukowe dekoracje sklepienia oraz figurę Chrystusa Zbawiciela, którą ponownie umieszczono na szczycie fasady kościoła. Kolejne prace konserwacyjne fasady podjęto w 2009 r.

## Zniszczone dzwony
Książę Ferdynand w 1585 r. ufundował dla kościoła św. Michała 4 dzwony, odlane przez Hansa Freya z Kempten (Allgäu). Poza wizerunkiem księcia i jego herbem dzwony nosiły następujące inskrypcje:
- Michaelsglocke (c1):

„In conspectu angelorum psallam tibi, adorabo ad templum sanctum tuum.
In Gottes Haus gib ich ein lieblich Getön, Hans Frey von Kempten Goß mich allhie so schön.
Dum sacrum mysterium cerneret Johannes, Archangelus Michaelis tuba cecinit.“
- Ave-Maria-Glocke (e1):

„Ave Regina Cœlorum, domina angelorum, salve Radix Sancta.
Salve Regina, Mater Misericordiæ, vita dulcedo et spes nostra salve.
Zu Gottes Lob hat mich hie gossen, Hans Frey von Kempten Unverdrossen.“
- Apostelglocke (g1):

„In omnem terram exivit sonus eorum et in finis orbis terræ verba eorum.
Petrus Apostolus et Paulus doctor gentum docuerunt legem tuam.
Auf meinen Klang kommt all herbei, und preiset Gott mit Meister Hansen Frey.“
- Agnus-Dei-Glocke (c2):

„Hoc signum crucis erit in cœlo.
Dicite in nationibus: Regnavit a ligno Deus.
Hans Frey nahm mich schlecht Metall, und macht aus mir englischen Schall.“.
Dzwony uległy zniszczeniu w 1944 r., jednak ich fragmenty posłużyły do odlewu drugiego pod względem wielkości dzwonu dla kościoła Teatynów w Monachium.

## Architektura

### Fasada

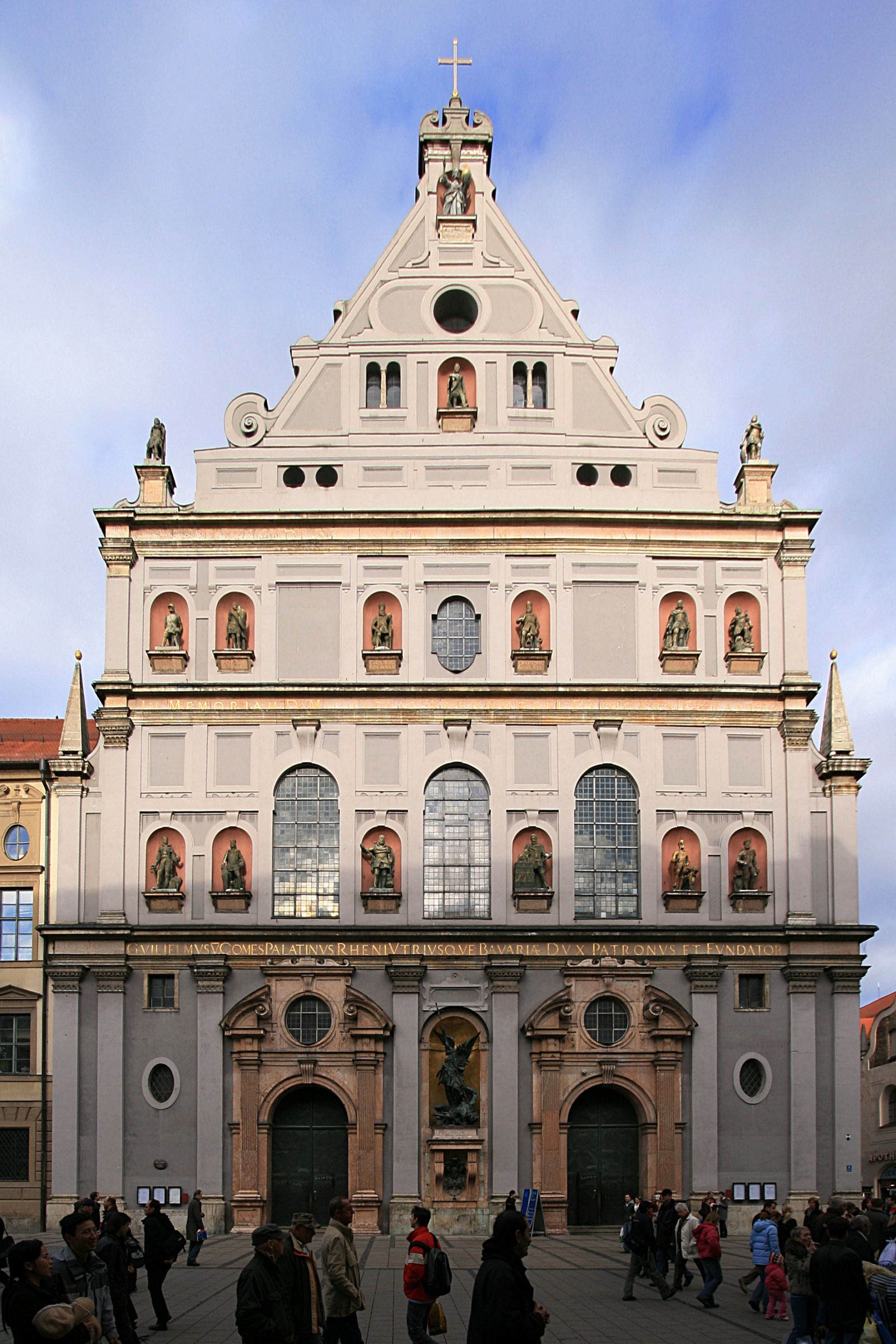
Fasada kościoła

Trzykondygnacyjna fasada kościoła św. Michała została ukształtowana raczej w duchu renesansu niderlandzkiego niż baroku. Jej wystrój ma zarówno sakralny jak i świecki (dworski) charakter a rozczłonkowanie i podporządkowanie charakterowi ulicy, przy której kościół się znajduje, zbliża ją raczej do średniowiecznych ratuszy. Fasada jest obrazem dziejów Bawarii od czasów najdawniejszych aż do księcia Wilhelma V. Podkreśla ona miejsce Wittelsbachów w tych dziejach akcentując potęgę ich władzy w łączności z Bogiem i cesarstwem. Przedstawiają to poszczególne posągi władców umieszczone w niszach fasady. Fasada posiada też wyraźne rysy teologiczne, bowiem na samym jej szczycie króluje Chrystus jako Zbawiciel. Poniżej są trzy postacie książąt z rodu Agilolfingów, zasłużonych wprowadzeniem i ugruntowaniem chrześcijaństwa w Bawarii: Ottona, Theodowalda i Hugiberta. Poniżej, w drugim rzędzie znajdują się: książę Tassilon, Otton Wittelsbach, cesarz Karol Wielki, Krzysztof, król Danii, Szwecji i Norwegii, poprzednio książę Bawarii i palatyn Neunburga w Górnym Palatynacie, następnie książę Albrecht IV i cesarz Ruprecht. Najniżej znajdują się: cesarz Maksymilian I, Ludwik Bawarski, książęta Albrecht V i Wilhelm V oraz cesarze Karol V i Ferdynand I. W przyziemiu znajdują się dwa symetryczne olbrzymie portale, z czerwonego marmuru, projektu Sustrisa, prowadzące do wnętrza kościoła. Pomiędzy nimi, w złotej niszy, umiejscowiony jest patron kościoła, św. Michał, prowadzący przy pomocy włóczni walkę ze Złem tego świata w imię prawdziwej wiary. Figura została odlana z brązu przez Martina Freya w 1592 r. według modelu Huberta Gerharda. Pod rzeźbą widnieje order Złotego Runa, najwyższe wówczas odznaczenie austriackie, które książę ze Wilhelm V otrzymał za pomoc okazaną Austrii w walce z Turkami oraz za stłumienie reformacji w arcybiskupstwie kolońskim w 1582 r.

### Wystrój wewnętrzny

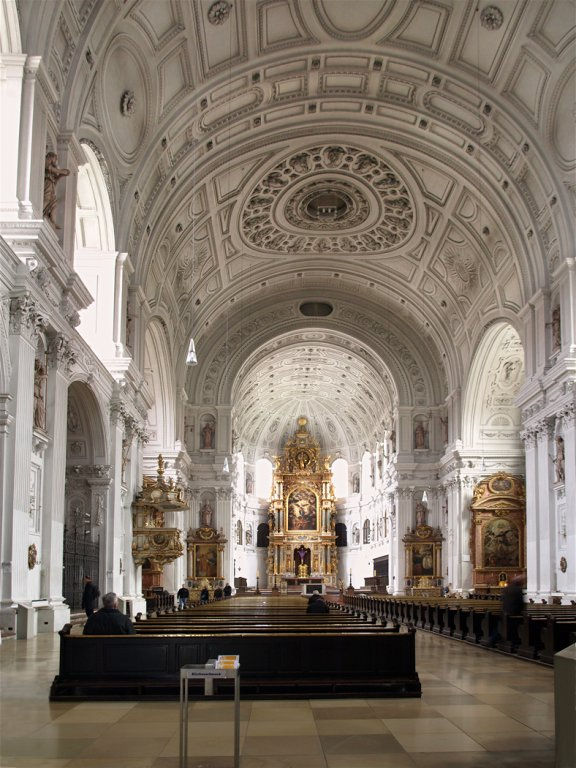
Wnętrze kościoła

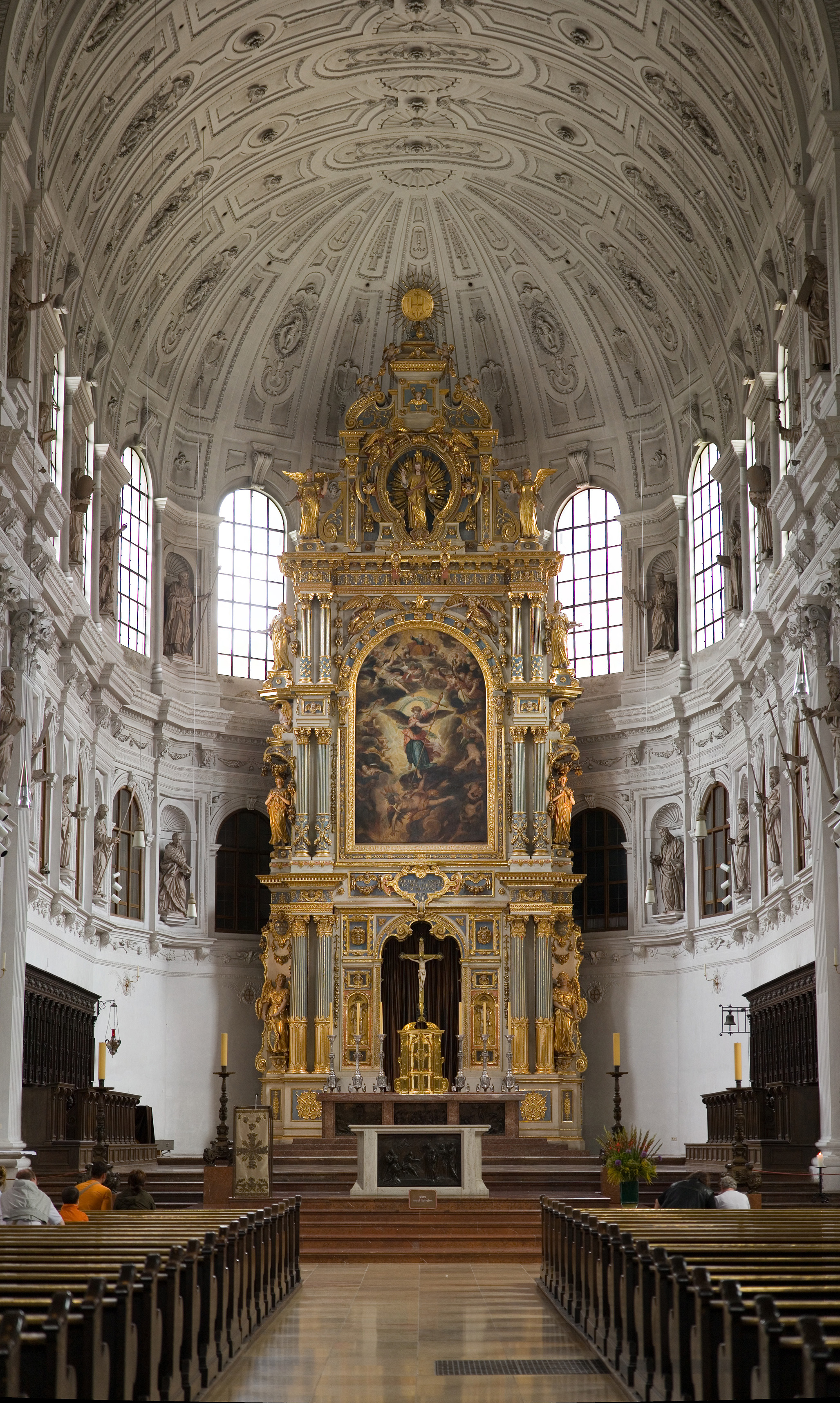
Ołtarz główny

Kościół św. Michała jest długi na 78,20 m i szeroki na 20,29 m. Szerokość prezbiterium wynosi 18 m a wysokość nawy głównej: 28,16 m.
Wnętrze kościoła przedstawia triumf katolicyzmu jako prawdziwego chrześcijaństwa podczas kontrreformacji. Temu założeniu jest podporządkowany cały wystrój świątyni. Wnętrze tworzy nawa z transeptem ukrytym w bryle kościoła. W przeciwieństwie do pierwowzoru nie ma kopuły na skrzyżowaniu nawy i transeptu. Do nawy otwierają się arkadami kaplice boczne, po trzy z każdej strony. Kaplice te, uzupełniające się parami, tworzą swoistą drogę ćwiczeń mających według reguły twórcy zakonu jezuitów, św. Ignacego Loyoli oczyszczać dusze na drodze do zbawienia. Temu została podporządkowana ich symbolika, ukazująca drogę od grzechu (wejście do kościoła) do zmartwychwstania, świętości i oddania się Bogu (co symbolizuje ołtarz główny). Początek oczyszczenia symbolizować ma z kolei chrzcielnica i wsparty na niej ogromny anioł z brązu, dzieło Huberta Gerharda z 1595 roku, przeznaczone początkowo do nagrobku księcia Wilhelma V. Nad kaplicami znajdują się głębokie empory, w których umieszczone są okna. Światło pada więc z góry, co symbolizować ma wznoszenie się z ciemnego, ziemskiego padołu (rząd ciemnych kaplic) ku światłu, ku niebu. W murach międzyarkadowych, rozczłonkowanych pilastrami znajdują się nisze a w nich posągi aniołów, dźwigających narzędzia Męki Pańskiej. Nawa główna jest oddzielona od prezbiterium dużym łukiem tęczowym. Prezbiterium jest podniesione w stosunku do posadzki nawy o siedem stopni, co ma symbolizować siedem stopni święceń kapłańskich. Prezbiterium jest bezpośrednio oświetlone oknami, przez co jest jaśniejsze od nawy głównej; jego konstrukcja powtarza rytm ścian nawy. W niszach znajdują się posągi proroków i apostołów. Mają one symbolizować, poprzez wiarę w Chrystusa, zwycięstwo Prawdy nad Kłamstwem, Sprawiedliwości nad Zyskiem, Wolności nad Gwałtem.

### Ważniejsze dzieła sztuki

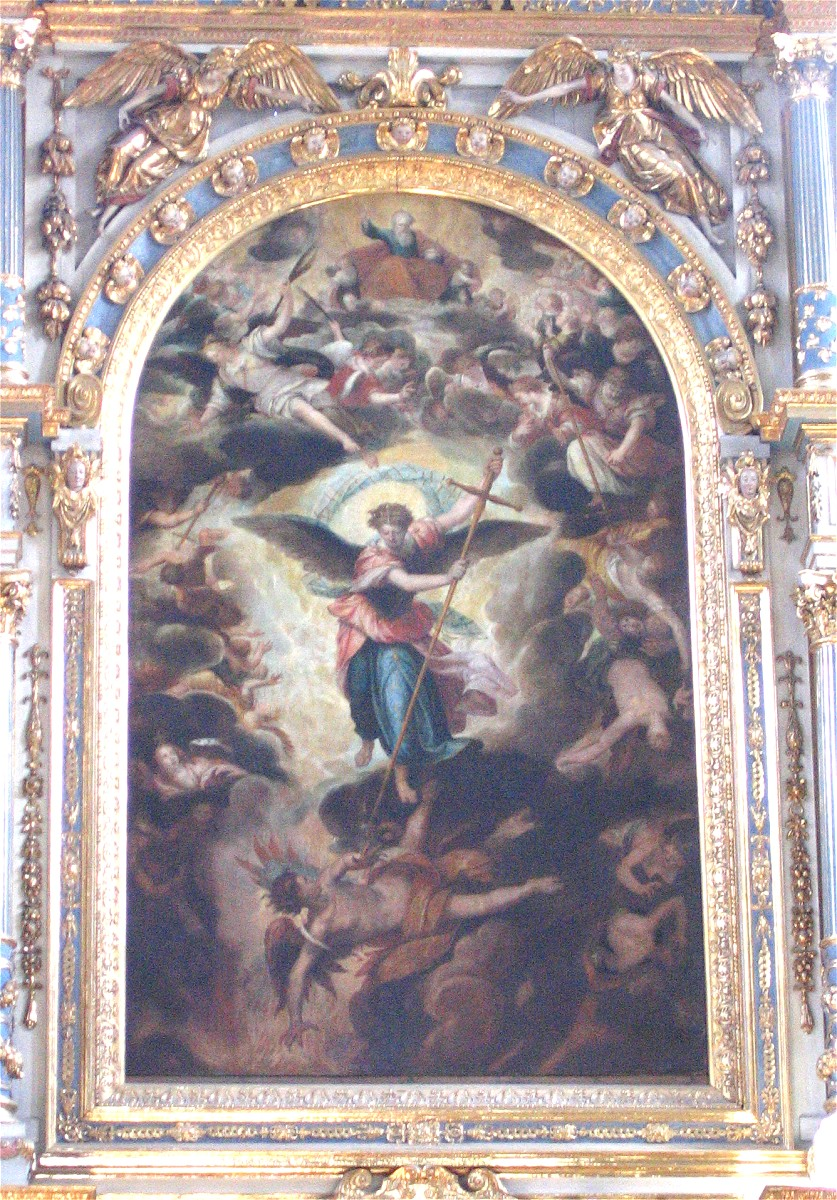
Obraz w ołtarzu głównym

- Ołtarz główny, imponujące dzieło Wendela Dietricha, wykonane według projektu Friedricha Sustrisa w latach 1586–1589, jest trzykondygnacyjny. Centralne miejsce zajmuje w nim obraz Święty Michał w walce ze smokiem, pędzla Christopha Schwartza z 1587. W ołtarzu jako antependium użyto trzech z czterech płyt z brązu, odlanych przez Huberta Gerharda, i przeznaczonych pierwotnie również do nagrobku księcia Wilhelma V. Płaskorzeźby na płytach przedstawiają wizję proroka Ezechiela, wskrzeszenie Łazarza i zmartwychwstanie Chrystusa. Czwarta płyta natomiast, ze sceną wskrzeszenia córki Jaira, znajduje się w wolno stojącym ołtarzu na środku kościoła. Otaczają go cztery świeczniki zaprojektowane przez Sustrisa a odlane przez Carla Pelago.
- Ambona, ołtarze boczne i ołtarze w kaplicach pochodzą z 1697[7].

Z obrazów znajdujących się w nich wymienić należy:
- Św. Franciszek Ksawery (Ulrich Loth, 1624);
- Św. Ignacy Loyola (Peter Candid i warsztat, 1622-1624);
- Trójca Święta (Antonio Viviani);
- Zwiastowanie Najświętszej Marii Panny (Peter Candid, 1587);
- Męczeństwo św. Urszuli (Peter Candid);
- Piotr otrzymujący klucze do Królestwa Niebieskiego i Nawrócenie św. Pawła (prawdopodobnie Antonio M. Viviani);

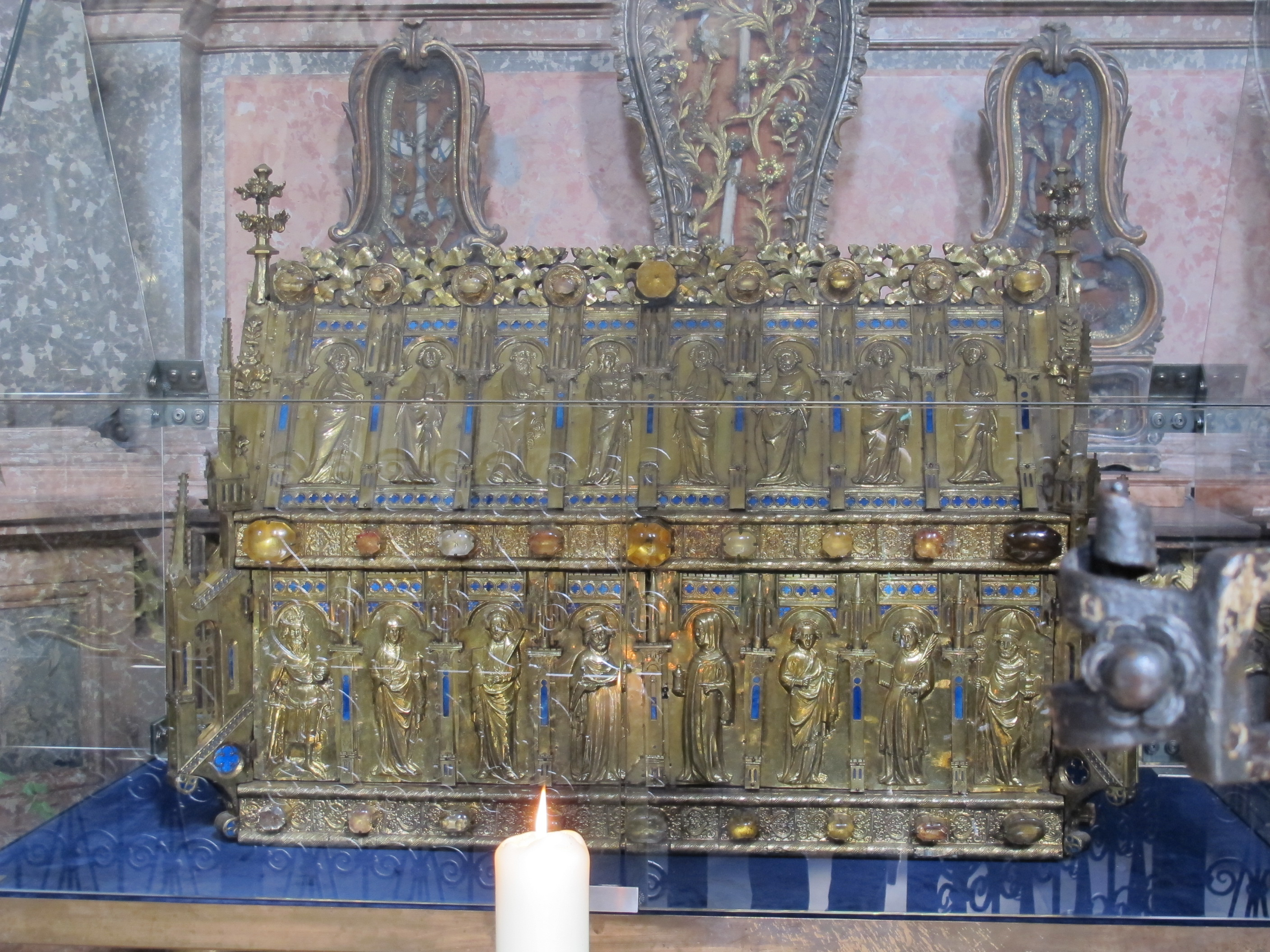
Relikwiarz świętych Kosmy i Damiana

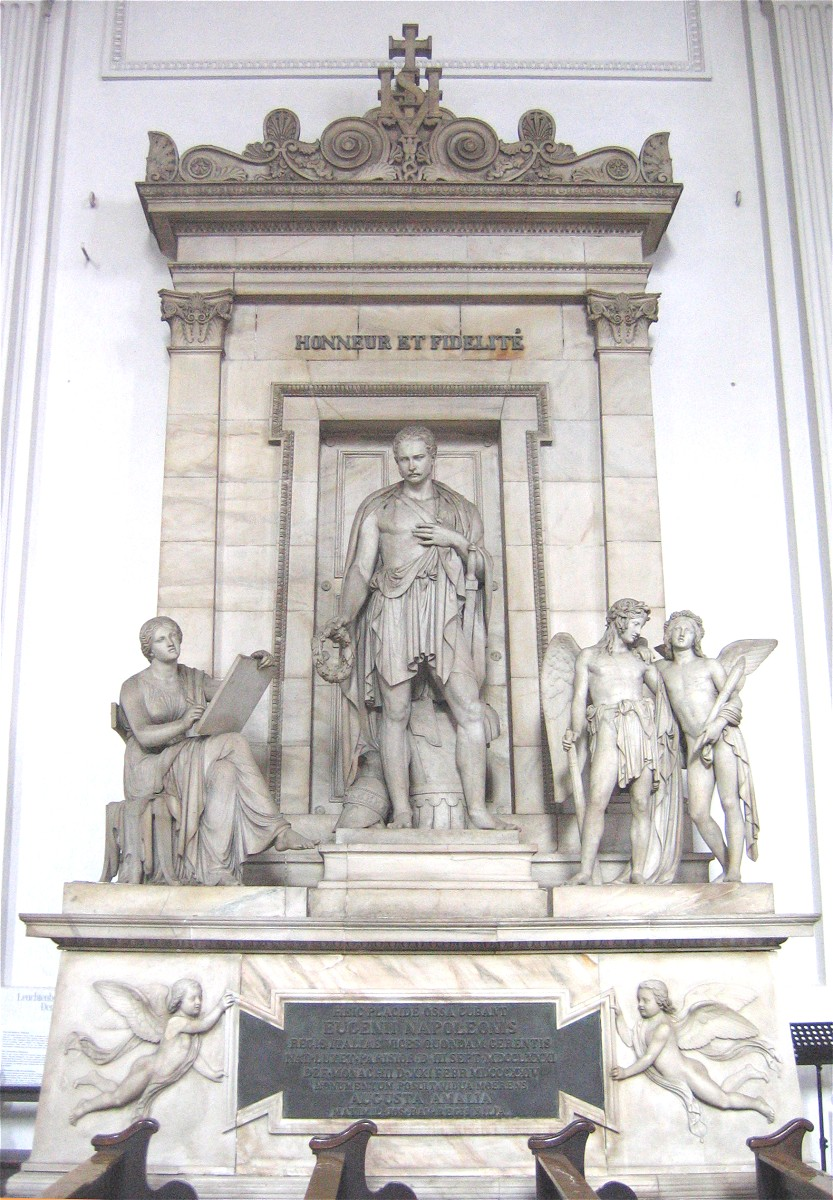
Nagrobek Eugeniusza de Beauharnais

- W trzeciej kaplicy bocznej po prawej stronie znajduje się średniowieczny relikwiarz skrzynkowy świętych Kosmy i Damiana, wykonany ok. 1400 w Bremie i przeniesiony do Monachium w 1549 przez księcia Maksymiliana I. Relikwiarz został wykonany z dębu i obity złoconymi blachami srebrnymi z reliefowymi przedstawieniami świętych, bogato zdobiony emalią i kryształem górskim.
- W lewym ramieniu transeptu znajduje się marmurowy nagrobek zmarłego w 1824 Eugeniusza de Beauharnais, księcia von Leuchtenberg, pasierba Napoleona i wicekróla Rzymu. Nagrobek według projektu Leo von Klenze wykonał w 1830 duński rzeźbiarz Bertel Thorvaldsen na zamówienie drugiej żony Eugeniusza, Augusty Amalii, córki króla Bawarii, Maksymiliana I.
- Krzyż (Giovanni da Bologna, 1594/1595), pierwotnie przeznaczony do nagrobku księcia Wilhelma V.
- Rzeźba Marii Magdaleny (Hans Reichle, 1594/1595).

### Krypta

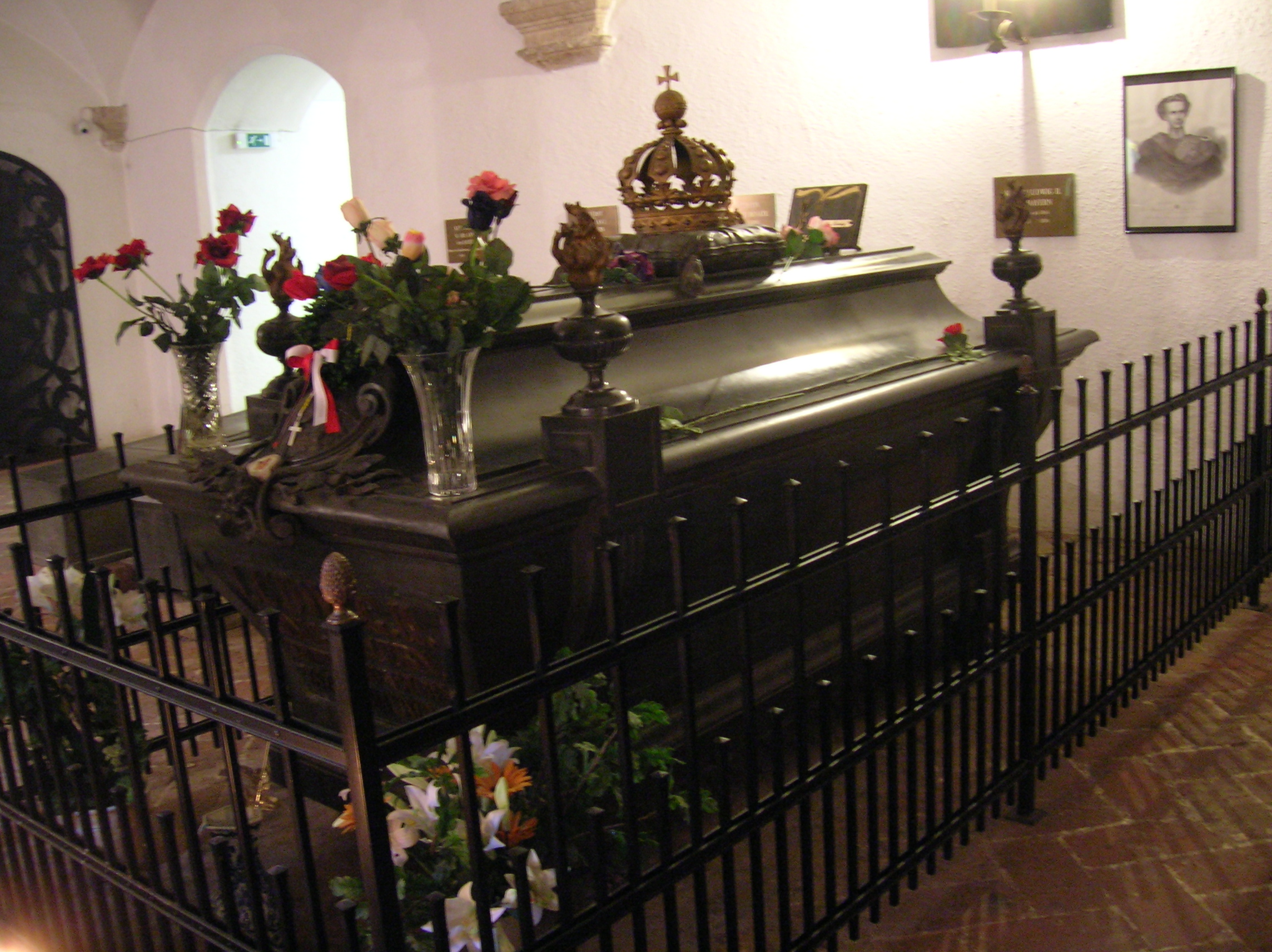
Nagrobek króla Bawarii Ludwika II

Pod prezbiterium znajduje się krypta grobowa, w której, podobnie jak we Frauenkirche i Theatinerkirche, są groby książąt i królów bawarskich. Kościół św. Michała od początku stał się miejscem pochowku członków domu Wittelsbachów.
Tak stało się w przypadku księcia Wilhelma V, który został pochowany zgodnie z własnym życzeniem w krypcie kościelnej, podobnie jak jego syn, książę Maksymilian Bawarski. Najznamienitszą osobistością, jaka spoczywa w krypcie, jest król Bawarii, Ludwik II. Pieczę nad czterdziestoma grobowcami sprawuje Fundacja Wittelsbachów. Ostatnie generacje tego rodu znalazły miejsce pochówku w monachijskim kościele Teatynów.
W krypcie książęcej kościoła św. Michała spoczywają:
1. Księżna Renata Lotaryńska (zm. 22 maja 1602) – żona Wilhelma V Pobożnego
2. Książę Wilhelm V Pobożny (zm. 7 lutego 1626)
3. Książę Ferdinand Wilhelm (zm. 23 października 1629)
4. Książę Johann Friedrich (zm. 30 listopada 1632)
5. Księżna Elżbieta Renata Lotaryńska (zm. 4 stycznia 1635) – pierwsza żona Maksymiliana I
6. Książę Maksymilian I Bawarski (zm. 27 września 1651)
7. Arcyksiężniczka Austrii Maria Anna Habsburg (zm. 25 września 1665) – druga żona Maksymiliana I
8. Książę Maximilian Philipp Hieronymus (zm. 20 marca 1705)
9. Księżniczka Mauritia Febronia (zm. 20 czerwca 1706)
10. Książę Pfalz-Neuburg-Sulzbach Karl Philipp August (zm. 31 marca 1724)
11. Książę Pfalz-Neuburg-Sulzbach Karl Philipp August (zm. 6 maja 1727)
12. Księżniczka palatynatu reńskiego Elżbieta Augusta (zm. 30 stycznia 1728)
13. Hrabia Palatynatu-Sulzbach Józef Karol (zm. 18 lipca 1729)
14. Księżniczka Theresia Emanuela (zm. 27 marca 1743)
15. Księżniczka Theresia Benedicta (zm. 29 marca 1743)
16. Książę Klemens August (zm. 19 czerwca 1750)
17. Książę Palatynatu-Birkenfeld Fryderyk Karol (zm. 15 sierpnia 1767)
18. Hrabina Palatynatu-Sulzbach Elżbieta (zm. 17 sierpnia 1794) – żona Karola IV Teodora
19. Książę Palatynatu-Birkenfeld i Zweibrücken Karol August III (zm. 1 kwietnia 1795)
20. Księżniczka Carolina Clotilde (zm. 25 stycznia 1816)
21. Eugeniusz de Beauharnais (zm. 21 lutego 1824) – mąż Augusty Amalii Wittelsbach
22. Księżniczka Augusta Amalia (zm. 13 maja 1851) – córka króla Maksymiliana I
23. Książę Adalbert Wilhelm (ur. 19 lipca 1828 – zm. 21 września 1875) – syn króla Ludwika I
24. Król Bawarii Ludwik II (zm. 13 czerwca 1886)
25. Infantka Hiszpanii Amalia del Pilar Burbon (zm. 27 sierpnia 1905) – żona Adalberta Wilhelma
26. Król Bawarii Otto I (zm. 11 października 1916)
27. Książę Leopold (zm. 28 września 1930) – syn Luitpolda
28. Arcyksiężniczka Austrii Gizela Habsburg (zm. 27 lipca 1932) – córka cesarza Franciszka Józefa I, żona Leopolda
29. Książę Alfons (zm. 8 stycznia 1933) – syn Adalberta Wilhelma
30. Księżniczka Clara (zm. 29 maja 1941) – córka Adalberta Wilhelma
31. Infantka Hiszpanii Maria de la Paz Burbon (zm. 4 grudnia 1946) – żona Ludwika Ferdynanda
32. Książę Ludwik Ferdynand (zm. 23 listopada 1949) - syn Adalberta Wilhelma
33. Księżniczka Louise Viktoria Sophie (zm. 4 lutego 1952)
34. Księżniczka Maria (zm. 3 stycznia 1954) - córka króla Ludwika III
35. Księżniczka Philippa (zm. 26 czerwca 1954) - córka Leopolda
36. Książę Konrad (zm. 6 września 1969) – syn Leopolda
37. Książę Franciszek Maria (zm. 25 stycznia 1957) – syn króla Ludwika III
38. Książę Konstantin (zm. 31 lipca 1969) – syn księcia Adalberta
39. Książę Adalbert (zm. 29 grudnia 1970) – syn księcia Ludwika Ferdynanda
40. Księżniczka Sabaudii Bona Małgorzata (zm. 2 lutego 1971) – żona Konrada Luitpolda Franza

Poza wymienionymi w kolumbarium znajduje się kilka innych urn książęcych, m.in. urna Maximiliana de Beauharnais, zm. 1852 w St. Petersburgu.